# بين دانيلز
بين دانيلز (بالإنجليزية: Ben Daniels)‏ هو راعي البقر أمريكي، ولد في 4 نوفمبر 1852 في إلينوي في الولايات المتحدة، وتوفي في 20 أبريل 1923.